# Fiat Impresit
Fiat Impresit S.p.A. era una azienda italiana che operava nel settore dell'ingegneria civile. Era parte del gruppo Fiat.

## Storia
L'azienda nasce nel 1929 per la costruzione di grandi opere di ingegneria civile e di fabbriche.
Nell'ambito di un processo di internazionalizzazione, nel 1955 con le ditte Girola, Lodigiani e Torno (il patto GILT) ottiene i lavori per la diga di Kariba, terminata la quale, senza più la Torno, costituisce con Girola e Lodigiani la Impregilo.
Nel 1982 l'azienda (come Cogefar-Impresit) è stata coinvolta nella cosiddetta operazione "Terra Bruciata" (Tierra Arrasada), operazione per cui furono causati migliaia di morti in Guatemala tra i popoli maya che manifestavano contro le costruzioni volute dall'azienda italiana..
Nel 1989 acquista Cogefar e si fonde con essa, creando Cogefar Impresit.
Nel 1995 Fiat Impresit si concentra sul settore dell'ingegneria e dell'impiantistica, infatti nel 1995 acquista Italimpianti e Sfisa, holding del settore autostradale. La ribattezza Siway S.p.A. ed eredita le partecipazioni in Autostrada dei Fiori S.p.A. (25%), Salt S.p.A. (40.73%) e Sara S.p.A. (27.04%), più altre partecipazioni che portavano a 600 i chilometri gestiti da Siway. Nel 1996 Siway viene venduta ad ASTM S.p.A.